# Quercus supranitida
Quercus supranitida är en bokväxtart som beskrevs av Cornelius Herman Müller. Quercus supranitida ingår i släktet ekar, och familjen bokväxter. Inga underarter finns listade i Catalogue of Life.